# Arévalo
Arévalo é um município da Espanha na província de Ávila, comunidade autónoma de Castela e Leão, de área 46,07 km² com população de 8137 habitantes (2011) e densidade populacional de 175,8 hab./km².

## Toponimia
O nome da cidade tem origem na época do dominio celta da Peninsula Ibérica. Segundo alguns autores vem da palavra "are-valon" e significa "junto ao muro ou vale". No entanto outros autores consideram o nome como o lugar entre rios derivado de arevacos que designa a extremidade do território dos Váceos.

## Demografia
| Variação demográfica do município entre 1991 e 2009 | Variação demográfica do município entre 1991 e 2009 | Variação demográfica do município entre 1991 e 2009 | Variação demográfica do município entre 1991 e 2009 | Variação demográfica do município entre 1991 e 2009 |
| --------------------------------------------------- | --------------------------------------------------- | --------------------------------------------------- | --------------------------------------------------- | --------------------------------------------------- |
| 1991                                                | 1996                                                | 2001                                                | 2004                                                | 2009                                                |
| 7375                                                | 7359                                                | 7507                                                | 7653                                                | 8074                                                |